# Theodor Philipsen
Theodor Esbern Philipsen (10. června 1840 Kodaň – 3. března 1920 tamtéž) byl dánský malíř, jehož tvorba vycházela z naturalismu a v pozdějším období byla ovlivněna impresionismem.

## Život
Pocházel ze vzdělané a zámožné židovské rodiny, časté návštěvy statku jeho strýce Moritse Philipsena v něm probudily zájem o přírodu. K malířství ho přivedl Hans Smidth, jeho tvorbu ovlivnil také krajinář Johan Thomas Lundbye. Studoval na Královské dánské akademii umění u Frederika Vermehrena. Své proslulé obrazy zvířat maloval v plenéru na Amageru a Saltholmu; osvojil si dovednost rychlého skicování, které mu umožnilo zachytit modely v přirozeném pohybu. Působil také na ostrově Fyn, kde stál u zrodu skupiny nazvané Fynbomalere.
V osmdesátých letech podnikl cestu do Itálie, Španělska a severní Afriky a v Paříži se učil malířskou techniku od Léona Bonnata a Rémyho Coggheho. Když byl Paul Gauguin na návštěvě u příbuzných v Dánsku, sblížil se se skupinou místních výtvarníků, hlavně s Philipsenem.
Vedle malby a grafiky se Theodor Philipsen věnoval také tvorbě keramických sošek. Roku 1891 vstoupil do sdružení moderních umělců Den Frie Udstilling, v závěru života však musel kvůli oční chorobě výtvarné činnosti zanechat. V roce 1915 mu byla udělena Thorvaldsenova medaile.

## Tvorba

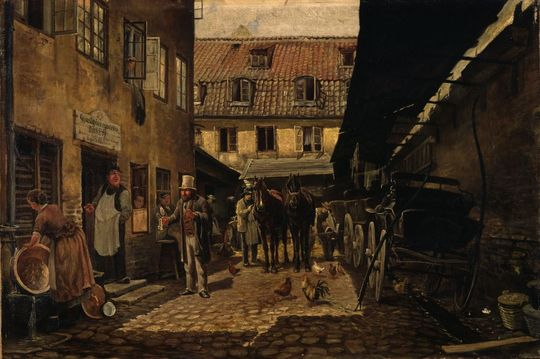
Dvůr ve Vestargade (1870)
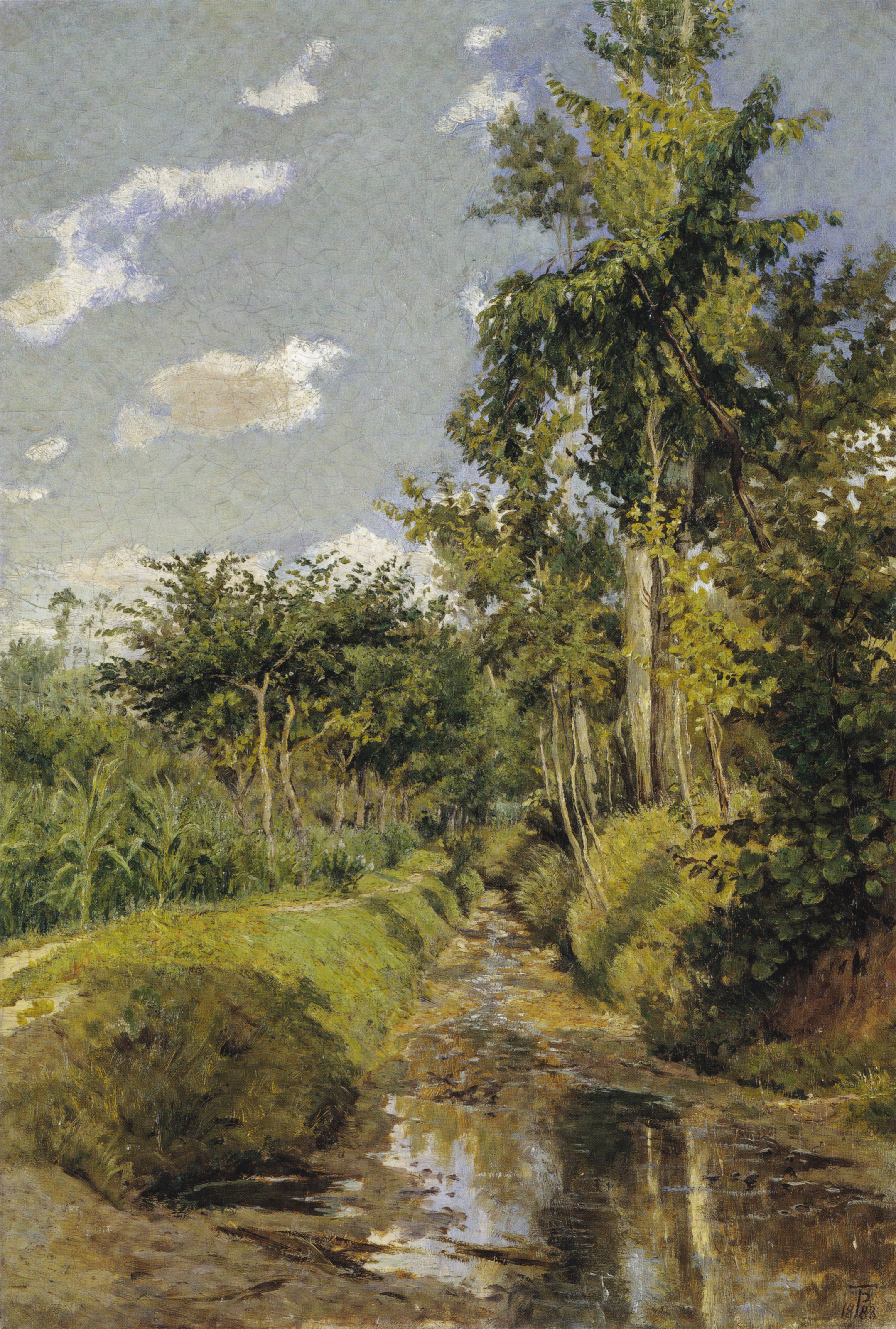
Kanál s vysokými stromy (1883)
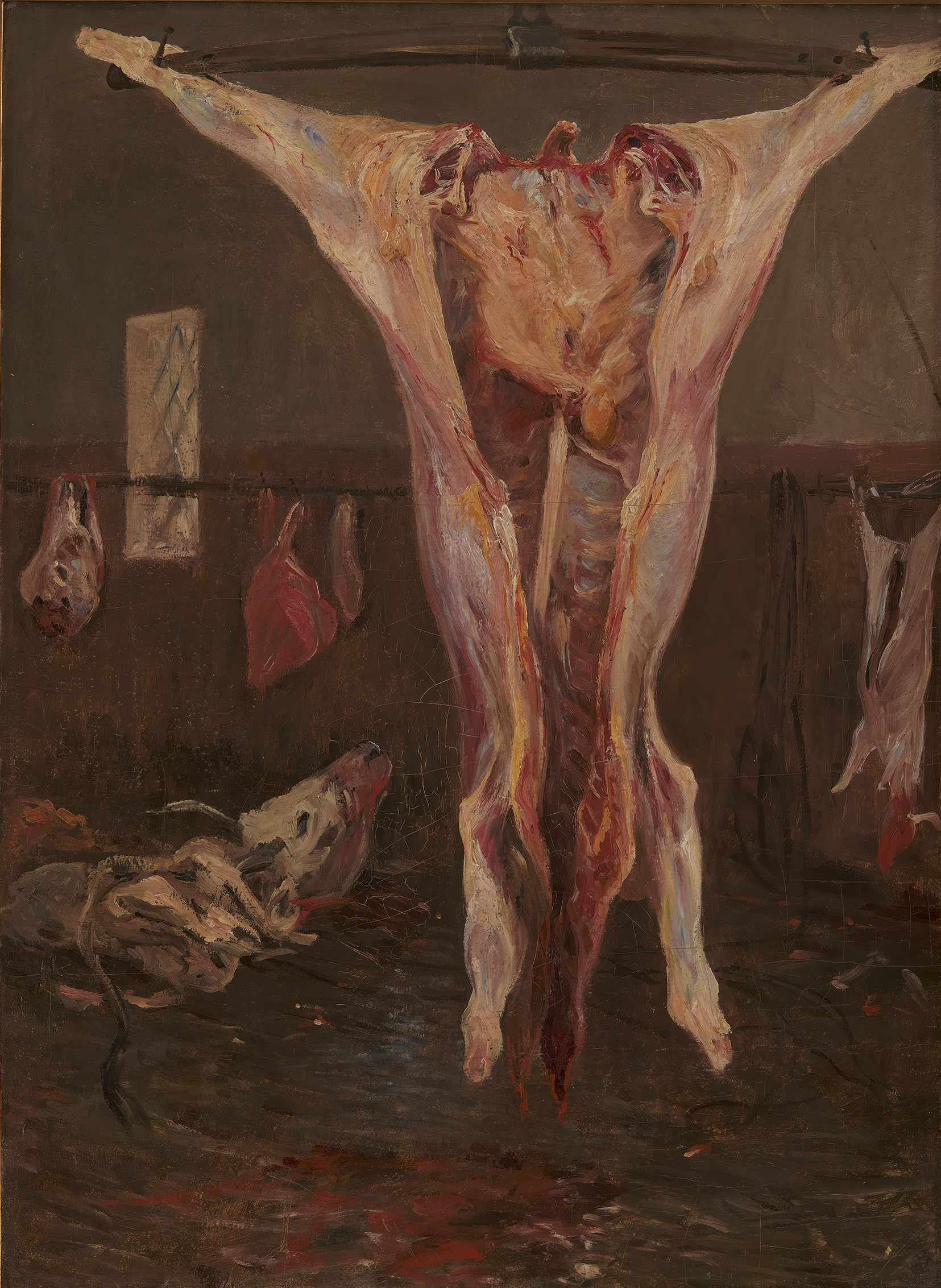
Zabitý vůl (1884)
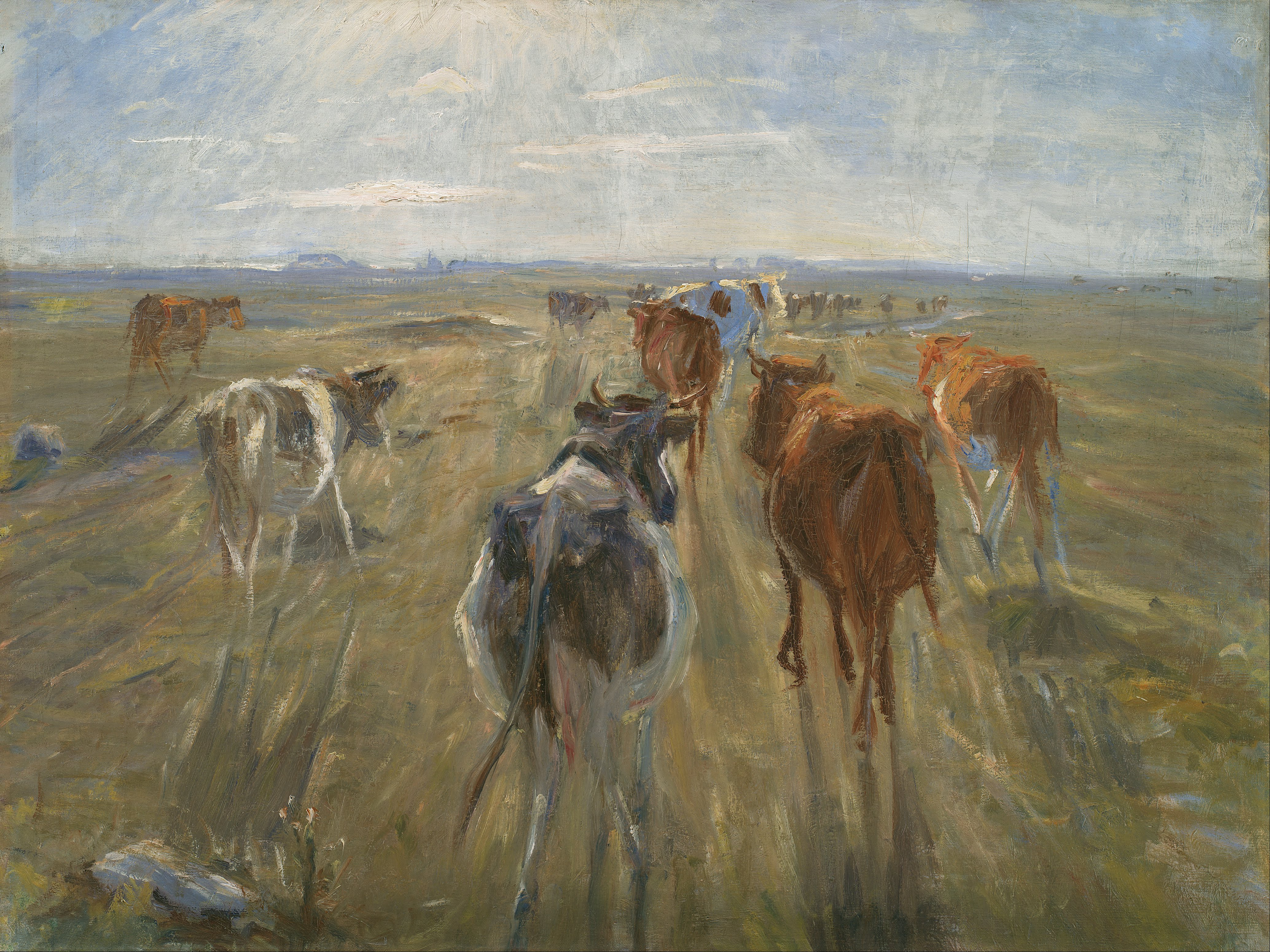
Dlouhé stíny (okolo 1890)
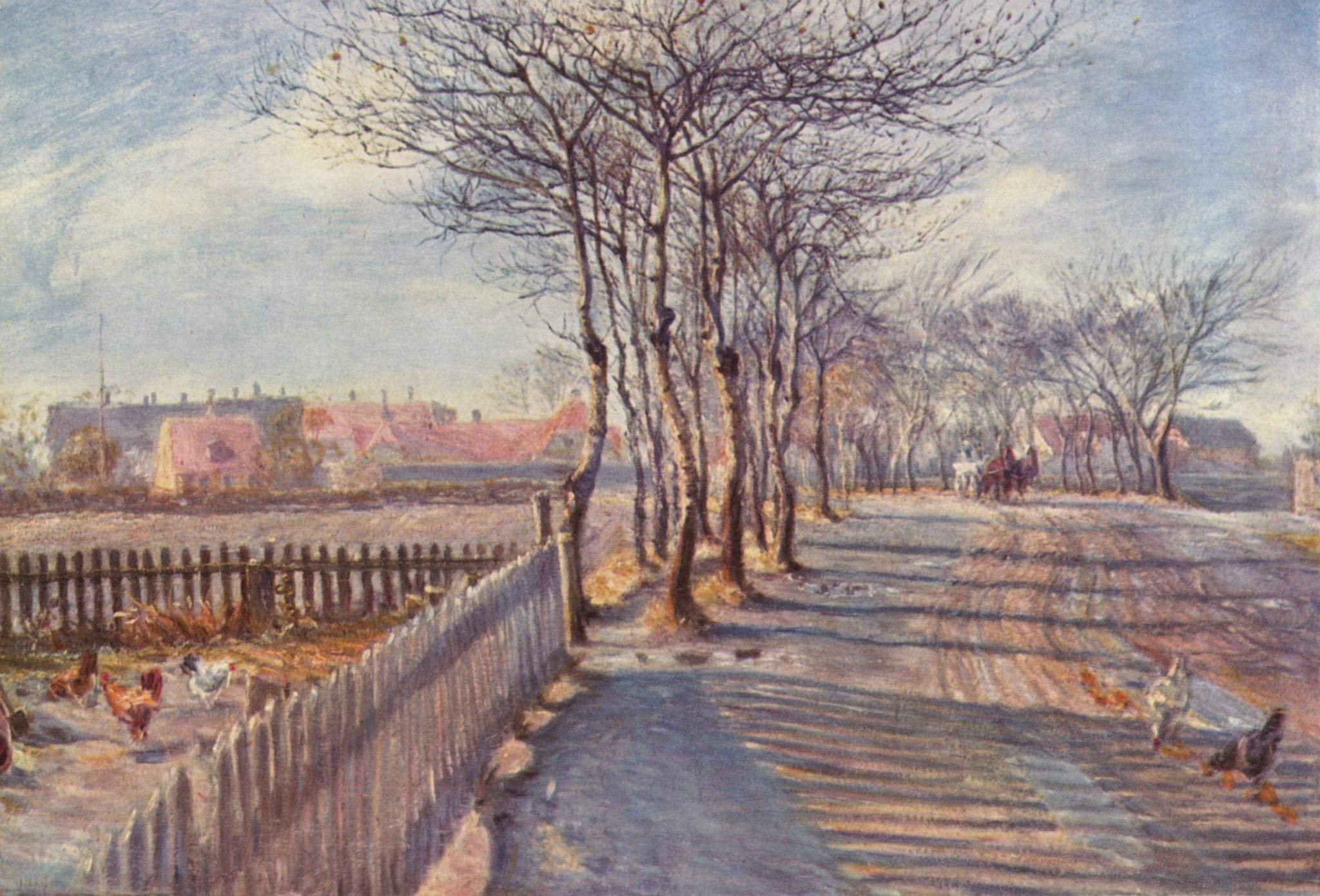
Alej u Kastrupu (1891)
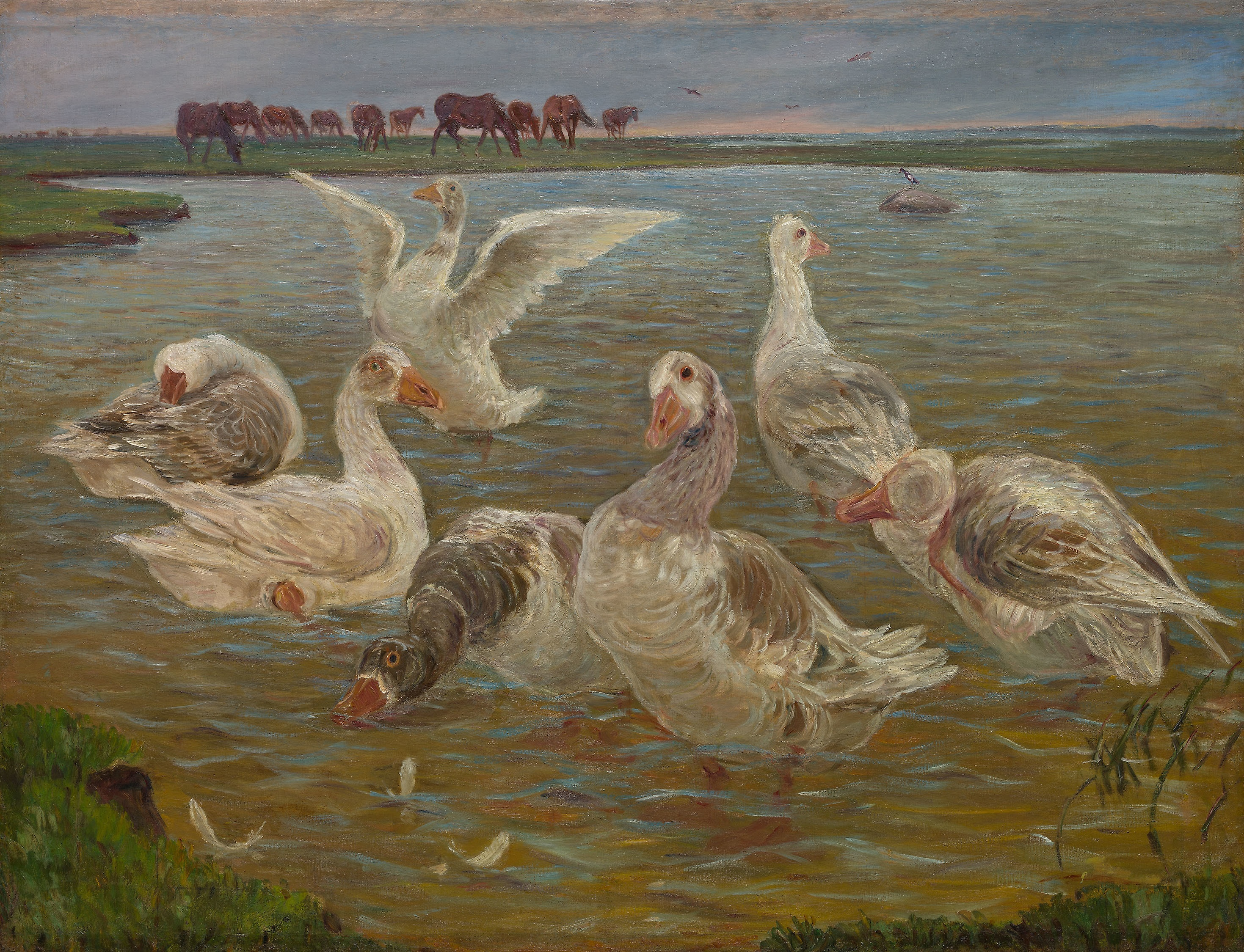
Husy (1897)